# Plevna (okręg Buzău)
Plevna – wieś w Rumunii, w okręgu Buzău, w gminie Grebănu. W 2011 roku liczyła 1351 mieszkańców.